# Joursac
Joursac település Franciaországban, Cantal megyében. Lakosainak száma 155 fő (2022. január 1.). Joursac Ferrières-Saint-Mary, Peyrusse, Talizat, Sainte-Anastasie és Neussargues-Moissac községekkel határos.

## Népesség
A település népességének változása:
| Lakosok száma | 302  | 202  | 193  | 155  | 146  | 147  | 146  | 147  | 146  | 155  |
|               | 1968 | 1982 | 1990 | 2006 | 2013 | 2015 | 2017 | 2019 | 2020 | 2022 |